# Мария Анна Манчини
Мария Анна Манчини (на италиански: Maria Anna Mancini; * 1649, Рим, Папска държава; † 20 юни 1714, Париж, Кралство Франция) е чрез брак херцогиня на Буйон. Мария Анна е запомнена с литературните си занимания и с покровителството си на младия Лафонтен.
Тя е най-малката от петте известни сестри Манчини, които заедно с двете им братовчедки Мартиноци са известни в двора на Луи XIV като Мазаринетки, тъй като техният чичо е министър-председателят на краля, кардинал Джулио Мазарини. Заедно със сестра си Олимпия е замесена в скандалната Афера с отровите.

## Произход
Мария Анна е най-малкото дете на барон Микеле Лоренцо Манчини (* 1602, † 1656), некромант, алхимик и астролог, и на Джеронима/Джиролама Мазарини (* 1614, † 1656), сестра на кардинал Мазарини. Има трима братя и шест сестри:
- Лаура (* 1636, † 1675), съпруга на Луи дьо Бурбон, херцог на Вандом
- Паоло Джулио (* 1636, † 1652 или 1654)
- Олимпия (* 1638; † 1708), графиня на Соасон като съпруга на Евгений Маврикий Савойски-Каринян, майка на известния пълководец принц Евгений Савойски
- Мария (* 1639, † 1715), първата голяма любов на крал Луи IV, съпруга на Лоренцо Колона, принц на Палиано
- Филипо Джулио (* 1641, † 1707), херцог на Невер (от 1660), рицар на Ордена на Светия Дух и лейтенант от Първа рота на кралските мускетари (преди граф Д'Артанян), съпруг на Диан Габриел Дама
- Маргарита (* 1643)
- Алфонсо (* 1644, † 1658)
- Хортензия (* 1646, † 1699), съпруга на Арман-Шарл дьо ла Порт, херцог дьо Ла Мейлере, метреса на крал Чарлз II
- Анна (* 1647).

Семейство Манчини не са единственото семейство от жени, които кардинал Мазарини приема във френския двор. Другите братовчедки на Олимпия са дъщерите на по-голямата сестра на Мазарини. Най-голямата, Лаура Мартиноци, се омъжва за Алфонсо IV д'Есте, херцог на Модена и е майка на Мария Беатриче д'Есте, втората съпруга на Джеймс II. По-младата, Анна Мария Мартиноци, се омъжва за Арман, принц на Конти.

## Биография

### Ранен живот
Родена е в Рим през 1649 г. Губи баща си през 1650 г.
През септември 1656 г. последната от нейните сестри Мария Анна е отведена в Париж при чичо ѝ кардинал Мазарини, за да им намери подходящи съпрузи. Във френския двор, където е вече майка ѝ, тя се отличава със своята преждевременна интелигентност и жизненост, пишейки стихове, които вече се характеризират с необичайна ценност. Става „разглезената фаворитка“ на двора и на нейния чичо, който много се забавлява с римите ѝ. Смятат я за умна и красива. Мария Анна е наричана „най-остроумната и весела от сестрите“ дори по-често от по-голямата си сестра Хортензия, любимата племенница на кардинал Мазарини. Според неин съвременник тя е почти божествена и има безкрайно привличане. Танцува красиво и обича маскарадите.
В края на 1656 г. губи и майка си и е поверена на грижите на чичо си. Все още много млада, тя се оказва въвлечена в сложните политическо-сантиментални събития с по-големите си сестри и по-специално с Мария, която има връзка с връстника ѝ Луи XIV. Мазарини, който силно се противопоставя на тази страст, изпраща Мария заедно със сестрите ѝ в Бруаж близо до Ла Рошел. Мария Анна живее с нея и сестрите им няколко месеца между лятото на 1659 и средата на 1660 г.
През 1657 г. по-голямата ѝ сестра Лаура умира при раждане. На Мария Анна са дадени за отглеждане тримата синове на покойната, въпреки че е само няколко години по-възрастна от тях. Най-малкото дете, Жул Сезар, умира три години по-късно, през 1660 г. Двете по-големи момчета, Луи Жозеф и Филип, оцеляват. И двамата стават военни – Луи Жозеф се издига до генерал.

### Брак
Чичо ѝ умира, когато тя е само на тринадесет години, през 1661 г. В нощта преди смъртта на кардинала известният фелдмаршал Тюрен го моли за ръката на Мария Анна за племенника си Годфроа Морис дьо ла Тур д'Оверн, херцог на Буйон. Около година по-късно, на 22 април 1662 г., Мария Анна се омъжва за херцога в Соасонския дворец в Париж в присъствието на крал Луи XIV, кралицата и вдовстващата кралица.
Съпругът ѝ е добър военен, но лош придворен и събеседник. В резултат на това умната и амбициозна 15-годишна херцогиня, която се интересува от политика и литература, остава съвсем сама. Тя създава малък салон в новата си резиденция – Буйонския дворец. Въпреки различните интереси бракът е хармоничен. И двамата обичат лукса. Съпругът ѝ я обича, толерира нейните изневери и отказва да я настани в манастир за изневяра, противно на настоятелните искания на семейството му. Веднъж, когато самата тя бяга в манастира от страх от семейството му след особено публична любовна авантюра, съпругът ѝ сам я моли да се върне при него.

### Среща с Лафонтен и живот в Париж
Херцозите често пребивават на различни места: херцогът на Буйон в Еврьо, а Мария Анна в Шато Тиери, между Париж и Мец. Там тя среща Жан дьо Лафонтен през 1662 г., оттеглил се там след нещастието на своя защитник Никола Фуке и който упражнява функциите на надзорник на горите и реките на феода от името на херцога на Буйон. Тя успява да оцени този изискан писател, който от своя страна ѝ отдава възхищение, понякога граничещо с платонична любов, и му помага да се издигне отново на парижката политическа и културна сцена.
Дълго време Мария Анна остава видна фигура във френския двор, истинска „кралица на Париж“, както пише Херцог дьо Сен Симон, без да бъде засегната от скандалите, провокирани от нейните сестри Хортензия и Мария. Силна и волева личност, тя има доста силни литературни вкусове и се хвърля в литературните спорове на своята епоха. В Буйонския дворец посреща автори като Молиер и Лафонтен, а понякога и стария Пиер Корней, спори с тях и сама пише стихове. Тя също така покровителства драматурга Жан Галбер дьо Кампистрон, който ѝ посвещава втората си трагедия „Арминий“ (1684).
През 1677 г. Мария Анна се заема с това да причини фиаското на „Федра“ на Жан Расин и успеха на едноименната творба на Жак Прадон. Тя наема многобройни места в театъра, където е представена пиесата на Расин, която е посрещната мълчаливо от враждебната публика, а в театъра, където се изпълнява творбата на Прадон, която е бурно аплодирана. Аферата е последвана от литературни спорове, които обаче не засягат толкова Мария Анна, а по-скоро нейния брат Филип, който е въвлечен в особено бурен литературен спор.

### Аферата с отровите
В края на 70-те години на 17 век Мария Анна е въвлечена в аферата с отровите. Това е голямо разследване на няколко случая на опити за отравяне, които засягат много лица близки до Луи XIV, включително бившата му любовница маркиза Франсоаз-Атенаис, мадам дьо Монтеспан. Подобно на сестра си Олимпия Мария Анна също е засегната от скандала и е обвинена от един от арестуваните, че е отишла при Катрин Дешайе, наречена Ла Воазен – отровителка и вещица, около която се върти висшето френско общество, за да получи отрова, с която да убие съпруга си, за да може да се омъжи за своя племенник Луи-Жозеф дьо Вандом, син на сестра ѝ Лаура Виктория.
За разлика от по-голямата си сестра Олимпия, която е принудена да бяга в Лиеж и след това в Брюксел, за да избегне ареста, Мария Анна никога не е официално осъдена. Процесът срещу нея се провежда на 29 януари 1680 г. Тя е придружена от своя съпруг и любовник Вандом ръка в ръка, от приятели и познати. Заявява, че не признава авторитета на съда и се съгласява да отговори на призовката само от уважение към краля. Твърди, че тя и Вандом просто са се пошегували леко и незлонамерено, и тази шега не е предназначена за Льо Саж. Добавя, че ако смятат, че е искала да убие съпруга си, те могат да го попитат лично, тъй като той я придружава на процеса. Епизодът има много голям отзвук във френското висше общество и много съвременници го съобщават в своите мемоари или писма.
Мария Анна е оправдана поради липса на доказателства, но въпреки това на 16 февруари 1680 г. е заточена от краля в Нерак, където тя е в центъра на малък двор. Връща се в Париж и в кралския двор през март 1681 г. Аристократите се възхищават на нейното остроумие и липса на страх по време на процеса. Въпреки това тя скоро отново трябва да напусне, поради немилостта, в която изпада семейството ѝ: девер ѝ, кардиналът на Буйон, влиза в конфликт с Луи XIV и през 1685 г. е преместен в Клюни. Нещастието на кардинала включва и съпруга на Мария Анна, който е прогонен от двора между 1685 и 1690 г.

### Изгнание
През юли 1687 г. Мария Анна заминава за Англия и се установява при сестра си Хортензия. Там тя продължава да посещава аристократични и литературни кръгове и поддържа усърдни отношения с Шарл Марготел дьо Сент Евремон – голямо протеже на Хортензия, и с френския посланик Н. дьо Барийон. През този период Лафонтен ѝ изпраща няколко нежни писма, които предизвикват малък литературен спор със Сент Евремон.
Изненадана от революцията от 1688 г., Мария Анна се завръща във Франция, но вече не е желана в двора. Между 1690 и 1691 г. е в Италия, за да види сина си Луи-Шарл, принц на Тюрен, който умира на следващата година от рана, получена в битка. През 1699 г. е в Англия при сестра си, но когато пристига там, Хортензия вече е мъртва.
Въпреки че е зле толерирана от Луи XIV, Мария Анна остава в доста близки отношения с важни личности от френския аристократичен свят, като брат му Филип Орлеански, който през 1701 г. получава удар и умира точно, когато ѝ сипва да пие. През този период Мария Анна все още може да използва влиянието си при различни случаи, като например през 1702 г., когато се намесва пред полицейските власти, за да избегне проблеми за сестра ѝ Мария, която поддържа отношения с наскоро арестувания авантюрист, капуцинът Флоран дьо Брандебург.

### Последни години и смърт
В първите години на 18 век Мария Анна изоставя своите галантни интриги, поддържайки вместо това силните си интелектуални интереси. Поне отчасти ѝ се приписва композицията на трагедията Mustapha et Zéangir, представена и редактирана, без типографски бележки, през 1705 г., която номинално е написана от нейния библиотекар М. Белен.
Умира в Париж на 29 юни 1714 г. на 65-годишна възраст.

## Брак и потомство
∞ за Морис Годфроа дьо Ла Тур д'Оверн, херцог на Буйон (* 21 юни 1636 или 1641, † 26 юли 1721, Париж), племенник на известния маршал на Франция Тюрен, от когото има пет сина и две дъщери:
- Луи Шарл дьо Ла Тур д'Оверн, принц на Тюрен (* 14 януари 1665, † 4 август 1692, Анген); ∞ за Ан-Женевиев дьо Леви (* февруари 1673, † 20 март 1727, Париж), дъщеря на мадам дьо Вентадур (гувернантка на Луи XIV), от която няма деца;
- Мари Елизабет дьо Ла Тур д'Оверн, мадмоазел дьо Буйон (* 8 юли 1666, † 24 декември 1725), неомъжена;
- Еманюел Теодоз дьо Ла Тур д'Оверн, херцог на Буйон (* 1668, † 17 април 1730); ∞ 1. 1 февруари 1796 за Мари-Арман дьо ла Тремой (* 1677, † 5 март 1717), дъщеря на Шарл дьо ла Тремой, от която има четирима сина и три дъщери; ∞ 2. за Луиз Франсоаз Анжелик льо Тейе († 8 юли 1719), племенница на маркиз дьо Лувоа, от която има един син; ∞ 3. за Анна Мария Кристина де Симиан († 1722), от която има една дъщеря; ∞ 4. за Луиз-Анриет-Франсоаз дьо Лорен, дъщеря на граф д'Аркор, от която има една дъщеря
- Южен Морис дьо Ла Тур д'Оверн, принц на Шато Тиери (* 29 март 1669, † 23 ноември 1672), неженен;
- Фредерик Жул дьо Ла Тур д'Оверн, принц на Оверн (* 2 май 1672, † 1733); ∞ 16 януари 1720 за Оливия-Катерина дьо Трант, от която има деца;
- Луи Анри дьо ла Тур д'Оверн, граф на Еврьо (* 2 август 1674, Париж; † 23 януари 1753, ПАриж); ∞ 3 август 1707 за Мария Анна Кроза (* 1696, † 1729), дъщеря на Антония Кроза, от която няма деца;
- Луиз Жули дьо Ла Тур д'Оверн, мадмоазел дьо Шато-Тиери (* 26 ноември 1679, † 21 ноември 1750 г.); ∞ за Франсоа Арман дьо Роган, княз на Гемене, от когото има един син.